# Goldene Himbeere 1990
Die Goldene Himbeere 1990 (engl.: 10th Golden Raspberry Awards) wurde am 25. März 1990, dem Vorabend der Oscarverleihung, im Hollywood Roosevelt Hotel in Hollywood, Kalifornien verliehen.
Die meisten Auszeichnungen des Abends erhielt der Film Star Trek V: Am Rande des Universums. Darunter war auch der Gewinn in der Hauptkategorie Schlechtester Film. Erstmals seit 1982 wurde keine Goldene Himbeere an den schlechtesten Newcomer des Jahres verliehen.
Zusätzlich zu den regulären Kategorien wurden zum ersten Mal Preise in Extrakategorien verliehen, in denen besonders schlechte schauspielerische Leistungen und Filme der 1980er Jahre nominiert beziehungsweise ausgezeichnet wurden.

## Preisträger und Nominierungen
Es folgt die komplette Liste der Preisträger und Nominierten.
| Kategorien                     | Nominierte         | Nominierte |
| ------------------------------ | ------------------ | --- |
| Schlechtester Film             | Harve Bennett      | Harve Bennett – Star Trek V: Am Rande des Universums (Star Trek V: The Final Frontier)                                                                |
| Schlechtester Film             | Harve Bennett      | Charles Gordon und Lawrence Gordon – Lock Up – Überleben ist alles (Lock Up)                                                                          |
| Schlechtester Film             | Harve Bennett      | Murray Shostack – Cannonball Fieber – Auf dem Highway geht’s erst richtig los (Speed Zone!)                                                           |
| Schlechtester Film             | Harve Bennett      | Joel Silver – Road House |
| Schlechtester Film             | Harve Bennett      | Jerry Weintraub – Karate Kid III – Die letzte Entscheidung (The Karate Kid, Part III)                                                                 |
| Schlechtester Schauspieler     | William Shatner    | William Shatner – Star Trek V: Am Rande des Universums (Star Trek V: The Final Frontier)                                                              |
| Schlechtester Schauspieler     | William Shatner    | Tony Danza – Hände weg von meiner Tochter (She's Out Of Control)                                                                                      |
| Schlechtester Schauspieler     | William Shatner    | Ralph Macchio – Karate Kid III – Die letzte Entscheidung (The Karate Kid, Part III)                                                                   |
| Schlechtester Schauspieler     | William Shatner    | Sylvester Stallone – Lock Up – Überleben ist alles (Lock Up) und Tango und Cash                                                                       |
| Schlechtester Schauspieler     | William Shatner    | Patrick Swayze – Ruf nach Vergeltung (Next of Kin) und Road House                                                                                     |
| Schlechteste Schauspielerin    | Heather Locklear   | Heather Locklear – Das grüne Ding aus dem Sumpf (The Return of Swamp Thing)                                                                           |
| Schlechteste Schauspielerin    | Heather Locklear   | Jane Fonda – Old Gringo |
| Schlechteste Schauspielerin    | Heather Locklear   | Brigitte Nielsen – Bye Bye Baby |
| Schlechteste Schauspielerin    | Heather Locklear   | Paulina Porizkova – Ninas Alibi (Her Alibi) |
| Schlechteste Schauspielerin    | Heather Locklear   | Ally Sheedy – Brennender Hass (Heart of Dixie) |
| Schlechtester Nebendarsteller  | Christopher Atkins | Christopher Atkins – Die große Herausforderung (Listen to Me)                                                                                         |
| Schlechtester Nebendarsteller  | Christopher Atkins | Ben Gazzara – Road House |
| Schlechtester Nebendarsteller  | Christopher Atkins | DeForest Kelley – Star Trek V: Am Rande des Universums (Star Trek V: The Final Frontier)                                                              |
| Schlechtester Nebendarsteller  | Christopher Atkins | Pat Morita – Karate Kid III – Die letzte Entscheidung (The Karate Kid, Part III)                                                                      |
| Schlechtester Nebendarsteller  | Christopher Atkins | Donald Sutherland – Lock Up – Überleben ist alles (Lock Up)                                                                                           |
| Schlechteste Nebendarstellerin | Brooke Shields     | Brooke Shields – Cannonball Fieber – Auf dem Highway geht’s erst richtig los (Speed Zone!)                                                            |
| Schlechteste Nebendarstellerin | Brooke Shields     | Angelyne – Zebo, der Dritte aus der Sternenmitte (Earth Girls Are Easy)                                                                               |
| Schlechteste Nebendarstellerin | Brooke Shields     | Anne Bancroft – Singende Kumpel haben's schwer (Bert Rigby, You're a Fool)                                                                            |
| Schlechteste Nebendarstellerin | Brooke Shields     | Madonna – Bluthunde am Broadway (Bloodhounds of Broadway)                                                                                             |
| Schlechteste Nebendarstellerin | Brooke Shields     | Kurt Russell (in Frauenkleidern) – Tango und Cash |
| Schlechteste Regie             | William Shatner    | William Shatner – Star Trek V: Am Rande des Universums (Star Trek V: The Final Frontier)                                                              |
| Schlechteste Regie             | William Shatner    | John G. Avildsen – Karate Kid III – Die letzte Entscheidung (The Karate Kid, Part III)                                                                |
| Schlechteste Regie             | William Shatner    | Jim Drake – Cannonball Fieber – Auf dem Highway geht’s erst richtig los (Speed Zone!)                                                                 |
| Schlechteste Regie             | William Shatner    | Rowdy Herrington – Road House |
| Schlechteste Regie             | William Shatner    | Eddie Murphy – Harlem Nights |
| Schlechtestes Drehbuch         | Eddie Murphy       | Eddie Murphy – Harlem Nights |
| Schlechtestes Drehbuch         | Eddie Murphy       | Harve Bennett, David Lughery und William Shatner – Star Trek V: Am Rande des Universums (Star Trek V: The Final Frontier)                             |
| Schlechtestes Drehbuch         | Eddie Murphy       | Randy Feldman – Tango und Cash |
| Schlechtestes Drehbuch         | Eddie Murphy       | David Lee Henry und Hilary Henkin – Road House |
| Schlechtestes Drehbuch         | Eddie Murphy       | Robert Mark Kamen – Karate Kid III – Die letzte Entscheidung (The Karate Kid, Part III)                                                               |
| Schlechtester Song             | Bruce Dickinson    | Bring Your Daughter... to the Slaughter aus Nightmare on Elm Street 5 – Das Trauma (A Nightmare on Elm Street 5: The Dream Child) – Bruce Dickinson   |
| Schlechtester Song             | Bruce Dickinson    | Let's Go! aus Nightmare on Elm Street 5 – Das Trauma (A Nightmare on Elm Street 5: The Dream Child) – Mohandas Dewese (auch bekannt als Kool Moe Dee) |
| Schlechtester Song             | Bruce Dickinson    | (I Don't Wanna Be Buried in A) Pet Sematary aus Friedhof der Kuscheltiere (Pet Sematary) – Dee Dee Ramone und Daniel Rey                              |

## Goldene Himbeere der 1980er
Die Preisträger sind farbig hervorgehoben.
| Kategorien                                 | Nominierte                                                                                                  | |
| ------------------------------------------ | --- | --- |
| Schlechtester Film des Jahrzehnts          | | • Meine liebe Rabenmutter – insgesamt 5 Auszeichnungen bei der Goldenen Himbeere 1982 |
| Schlechtester Film des Jahrzehnts          | • Ekstase – insgesamt 6 Auszeichnungen bei der Goldenen Himbeere 1985                                       | |
| Schlechtester Film des Jahrzehnts          | • Howard – Ein tierischer Held – insgesamt 4 Auszeichnungen bei der Goldenen Himbeere 1987                  | |
| Schlechtester Film des Jahrzehnts          | • Karriere durch alle Betten – insgesamt 6 Auszeichnungen bei der Goldenen Himbeere 1984                    | |
| Schlechtester Film des Jahrzehnts          | • Star Trek V: Am Rande des Universums – insgesamt 3 Auszeichnungen bei der Goldenen Himbeere 1990          | |
| Schlechtester Schauspieler des Jahrzehnts  | Sylvester Stallone                                                                                          | • Sylvester Stallone – Die City-Cobra / Lock Up – Überleben ist alles / Over the Top / Rambo II – Der Auftrag / Rambo III / Rocky IV – Der Kampf des Jahrhunderts / Der Senkrechtstarter / Tango und Cash |
| Schlechtester Schauspieler des Jahrzehnts  | Sylvester Stallone                                                                                          | • Christopher Atkins – Die blaue Lagune / Pirate Movie / Ein himmlischer Lümmel / Die große Herausforderung                                                                                               |
| Schlechtester Schauspieler des Jahrzehnts  | Sylvester Stallone                                                                                          | • Ryan O’Neal – Der ausgeflippte Professor / Harte Männer tanzen nicht / Jackpot / Zwei irre Typen auf heißer Spur                                                                                        |
| Schlechtester Schauspieler des Jahrzehnts  | Sylvester Stallone                                                                                          | • Prince – Under the Cherry Moon – Unter dem Kirschmond |
| Schlechtester Schauspieler des Jahrzehnts  | Sylvester Stallone                                                                                          | • John Travolta – Staying Alive / Zwei vom gleichen Schlag / Perfect |
| Schlechteste Schauspielerin des Jahrzehnts | Bo Derek | • Bo Derek – Tarzan – Herr des Urwalds / Ekstase |
| Schlechteste Schauspielerin des Jahrzehnts | Bo Derek | • Faye Dunaway – Die erste Todsünde / Meine liebe Rabenmutter / Die verruchte Lady / Supergirl |
| Schlechteste Schauspielerin des Jahrzehnts | Bo Derek | • Madonna – Shanghai Surprise / Who’s That Girl |
| Schlechteste Schauspielerin des Jahrzehnts | Bo Derek | • Brooke Shields – Die blaue Lagune / Endlose Liebe / Sahara / Cannonball Fieber – Auf dem Highway geht’s erst richtig los                                                                                |
| Schlechteste Schauspielerin des Jahrzehnts | Bo Derek | • Pia Zadora – Butterfly – Der blonde Schmetterling / Karriere durch alle Betten |
| Schlechtester Newcomer des Jahrzehnts      | | • Pia Zadora – Butterfly – Der blonde Schmetterling / Karriere durch alle Betten |
| Schlechtester Newcomer des Jahrzehnts      | • Christopher Atkins – Die blaue Lagune / Pirate Movie / Ein himmlischer Lümmel / Die große Herausforderung | |
| Schlechtester Newcomer des Jahrzehnts      | • Madonna – Shanghai Surprise / Who’s That Girl                                                             | |
| Schlechtester Newcomer des Jahrzehnts      | • Prince – Under the Cherry Moon – Unter dem Kirschmond                                                     | |
| Schlechtester Newcomer des Jahrzehnts      | • Diana Scarwid – Meine liebe Rabenmutter / Das Geheimnis von Centreville                                   | |